# Theta Aquarii
Theta Aquarii (θ Aqr) – gwiazda w gwiazdozbiorze Wodnika, znajdująca się w odległości około 187 lat świetlnych od Słońca.

## Nazwa
Tradycyjna nazwa gwiazdy, Ancha, wywodzi się z łaciny i oznacza „biodro”, choć współcześnie przedstawia się ją raczej w pasie z przodu postaci Wodnika. Grupa robocza Międzynarodowej Unii Astronomicznej do spraw uporządkowania nazewnictwa gwiazd zatwierdziła użycie nazwy Ancha dla określenia tej gwiazdy.

## Charakterystyka
Jest to gwiazda gwiazda typu widmowego G8, jaśniejsza, lecz chłodniejsza od Słońca. Najprawdopodobniej jest to olbrzym, który prowadzi syntezę helu w węgiel w jądrze. W przyszłości odrzuci otoczkę i stanie się białym karłem.